# Hongkong i olympiska sommarspelen 1988
Hongkong deltog i de olympiska sommarspelen 1988 med en trupp bestående av 48 deltagare, men ingen av landets deltagare erövrade någon medalj.

## Bågskytte
| Idrottare     | Gren                   | Rankningsrunda | Rankningsrunda | Åttondelsfinal   | Åttondelsfinal   | Kvartsfinal      | Kvartsfinal      | Semifinal        | Semifinal        | Final            | Final            |
| Idrottare     | Gren                   | Poäng          | Placering      | Poäng            | Placering        | Poäng            | Placering        | Poäng            | Placering        | Poäng            | Placering        |
| ------------- | ---------------------- | -------------- | -------------- | ---------------- | ---------------- | ---------------- | ---------------- | ---------------- | ---------------- | ---------------- | ---------------- |
| Ming Shan Fok | Herrarnas individuella | 1108           | 77             | Gick inte vidare | Gick inte vidare | Gick inte vidare | Gick inte vidare | Gick inte vidare | Gick inte vidare | Gick inte vidare | Gick inte vidare |
| Chi Hung Lai  | Herrarnas individuella | 1079           | 79             | Gick inte vidare | Gick inte vidare | Gick inte vidare | Gick inte vidare | Gick inte vidare | Gick inte vidare | Gick inte vidare | Gick inte vidare |
| Siu Yuk Chan  | Damernas individuella  | 1098           | 60             | Gick inte vidare | Gick inte vidare | Gick inte vidare | Gick inte vidare | Gick inte vidare | Gick inte vidare | Gick inte vidare | Gick inte vidare |

## Cykling
Herrar
| Cyklist                                               | Gren                   | Tid                | Placering |
| ----------------------------------------------------- | ---------------------- | ------------------ | --------- |
| Tat-Ming Chow                                         | Herrarnas linjelopp    | 4:32:56 (+0:34)    | 55        |
| Chung-Yam Hung                                        | Herrarnas linjelopp    | 4:32:46 (+0:24)    | 12        |
| Hung-Tak Leung                                        | Herrarnas linjelopp    | 4:32:56 (+0:34)    | 50        |
| Chak-Bor Hui Chung-Yam Hung Hung-Tak Leung Kau-Wai Yu | Herrarnas lagtempolopp | 2:16:43,6 (+18:56) | 25        |

## Friidrott
| Idrottare        | Gren                | Heat  | Heat      | Semifinal        | Semifinal        | Final            | Final            |
| Idrottare        | Gren                | Tid   | Placering | Tid              | Placering        | Tid              | Placering        |
| ---------------- | ------------------- | ----- | --------- | ---------------- | ---------------- | ---------------- | ---------------- |
| Wing Kwong Leung | Herrarnas 100 meter | 10,82 | 71        | Gick inte vidare | Gick inte vidare | Gick inte vidare | Gick inte vidare |
| Wing Kwong Leung | Herrarnas 200 meter | 21,69 | 43        | Gick inte vidare | Gick inte vidare | Gick inte vidare | Gick inte vidare |
| Ka Yi Ng         | Damernas 100 meter  | 12,81 | 53        | Gick inte vidare | Gick inte vidare | Gick inte vidare | Gick inte vidare |
| Ka Yi Ng         | Damernas 200 meter  | 25,35 | 49        | Gick inte vidare | Gick inte vidare | Gick inte vidare | Gick inte vidare |

## Fäktning
Herrarnas florett
- Choy Kam Shing
- Lee Chung Man
- Weng Tak Fung

Herrarnas florett, lag
- Choy Kam Shing, Lee Chung Man, Tong King King, Weng Tak Fung

Herrarnas värja
- Chan Kai Sang
- Tong King King
- Tang Wing Keung

Herrarnas värja, lag
- Chan Kai Sang, Choy Kam Shing, Tang Wing Keung, Tong King King

Damernas florett
- Yung Yim King

## Kanotsport
| Kanotist         | Gren                 | Heat    | Heat      | Återkval | Återkval  | Semifinal        | Semifinal        | Final            | Final            |
| Kanotist         | Gren                 | Tid     | Placering | Tid      | Placering | Tid              | Placering        | Tid              | Placering        |
| ---------------- | -------------------- | ------- | --------- | -------- | --------- | ---------------- | ---------------- | ---------------- | ---------------- |
| Kwok Cheung Tang | Herrarnas K-1 500 m  | 2:01.92 | 18        | 2:12.91  | 7         | 2:03.22          | 10               | Gick inte vidare | Gick inte vidare |
| Kwok Sun Luk     | Herrarnas K-1 1000 m | 4:27.84 | 19        | 4:30,20  | 10        | Gick inte vidare | Gick inte vidare | Gick inte vidare | Gick inte vidare |